# Paraskevas Antzas
Paraskevas Antzas (Atenas, Grecia, 18 de agosto de 1976), fue un futbolista griego. Jugaba de defensa y se retiró el 15 de junio de 2008.

## Biografía
Antzas empezó su carrera profesional en el Skoda Xanthi FC.
En 1998 ficha por el Olympiacos CFP. Debuta con este equipo el 4 de octubre contra el Proodeftiki FC. En su primera temporada consigue un doblete (Liga y Copa). Permanece en el club hasta 2003 y se proclama campeón de Liga en cada una de esas temporadas.
En la temporada 2003-04 Antzas se marcha a jugar a un equipo que militaba en la tercera división del país, el Doxa Dramas.
Al año siguiente vuelve a jugar con el Skoda Xanthi FC.
Regresa al Olympiacos en 2007. Su fichaje costó 150000 euros. Ese mismo año vuelve a ganar la Liga y la Copa de Grecia.
El 15 de junio de 2008 Paraskevas Antzas anunció su retiro del fútbol profesional.

## Selección nacional
Ha sido internacional con la Selección de fútbol de Grecia en 26 ocasiones. Su debut como internacional se produjo el 5 de febrero de 1999 en un partido contra Bélgica.
Fue convocado para participar en la Eurocopa de Austria y Suiza de 2008, donde disputó dos partidos, uno de ellos como titular.

## Clubes
| Club            | País   | Año       |
| --------------- | ------ | --------- |
| Skoda Xanthi FC | Grecia | 1995-1998 |
| Olympiacos CFP  | Grecia | 1998-2003 |
| Doxa Dramas     | Grecia | 2003-2004 |
| Skoda Xanthi FC | Grecia | 2004-2007 |
| Olympiacos CFP  | Grecia | 2007-2008 |

## Títulos
- 6 Ligas de Grecia (Olympiacos CFP, 1999, 2000, 2001, 2002, 2003 y 2008)
- 2 Copas de Grecia (Olympiacos CFP, 1999 y 2008)